# Усть-Іля
Усть-Іля́ (рос. Усть-Иля) — село у складі Акшинського району Забайкальського краю, Росія. Адміністративний центр та єдиний населений пункт Усть-Ілинського сільського поселення.

## Населення
Населення — 551 особа (2010; 696 у 2002).
Національний склад (станом на 2002 рік):
- росіяни — 94 %